# قوتش كندي (بل دشت)
قوتش كندي هي قرية في مقاطعة بل دشت، إيران. عدد سكان هذه القرية هو 1,086 في سنة 2006.